# كأس اليونان 2015–16
كأس اليونان 2015–16 (باليونانية: Κύπελλο Ελλάδος ποδοσφαίρου ανδρών 2015-16)‏ هو الموسم 74 من كأس اليونان. أشرف على تنظيمه الاتحاد الإغريقي لكرة القدم، وكان عدد الأندية المشاركة فيه 34، وفاز فيه أيك أثينا.